# Chiesa dei Santi Maurizio e Biagio
La chiesa parrocchiale dei Santi Maurizio e Biagio è un edificio religioso che si trova a Torricella, in Canton Ticino.

## Storia
La costruzione viene citata per la prima volta in documenti storici risalenti al 1361, anche se la sua origine è quasi sicuramente più antica. Nel XVII secolo subì importanti rimaneggiamenti (ad esempio venne aggiunto il coro) ed altre modifiche vennero fatte nel XIX secolo (innalzamento della navata e rifacimento del tetto). Nel 1929 vennero ingrandite le due cappelle laterali, la sagrestia venne trasformata in coro ed il coro in sagrestia.

## Descrizione
La chiesa ha una pianta ad unica navata, sovrastata da una volta a botte. La facciata è preceduta da un portico a quattro arcate coperto con volte a crociera, ornato da un affresco di Guido Gonzato.